# 朱本吳
朱本吴（？—?），原名朱文敬，字生明，号澹修。浙江杭州府钱塘县民籍直隸宜興縣人，明朝政治人物。官至陕西左布政使。

## 生平
万历二十八年（1600年）庚子科浙江鄉試第二名舉人，四十四年（1616年）登丙辰科錢士升榜三甲进士。授廣東潮州府潮阳县知县，期间多次修复因飓风损坏的城墙城防。
|                    | 父母孔迩坊在北门外西偏，为知县朱本吴立。 |
| ——光绪《潮阳县志》 |                                          |

达濠三寮四顾台碑记：“此台总截滨海要路，四顾海澳。东顾莲澳，东南顾广澳，南顾钱澳，北望马耳澳，西应河度门，五顾无遗，一方保障。建自天启元年，邑侯朱君讳本吴，号澹修，浙杭钱塘人，系明进士，申详两院，道府委官鼎建，劄兵防守，此万年巩固基也。特书之，以垂不朽。”文后署款：“前督建官潮阳县县丞豫章剑邑傅高麟，后督宅官潮阳县县丞金陵云阳贺煜 仝书记，督工官招宁司巡检赵应忠，效劳冠带耆民庄岭典”。
天啓二年十二月（1622年）行取入京，六年補任兵部主事，加升员外郎。崇祯三年（1630年）升郎中，升四川按察司副使，六年升陕西布政使司右参政，調四川上川南道。

## 家族
曾祖朱英。祖父朱鉞。父朱思，將仕郎。